# ابزار کند
«ابزار کند» یک ترانه از خواننده-ترانه‌پرداز آمریکایی فیونا اپل می‌باشد که به‌عنوان بخشی از موسیقی‌متن فیلم کمدی این است ۴۰ (۲۰۱۲) منتشر گردیده‌است. این اولین ترانه‌ای است که اپل به‌تنهایی برای یک فیلم نوشته می‌باشد.